# Pierre de Guibours
Pierre de Guibours, também Padre Anselmo de Santa Maria, O.A.D., em francês:  Père Anselme de Sainte-Marie, ou simplesmente Père Anselme (Paris, 1625 — Paris, 17 de janeiro de 1694) foi um frade francês da Ordem dos Agostinianos Descalços e notável genealogista.

## Biografia
Ele nasceu Pierre de Guibours em Paris, em 1625, onde entrou para a Ordem dos Agostinianos Descalços em 31 de março de 1644. Foi em seu mosteiro (chamado de Couvent des Petits Pères), apenso à popular Basílica Notre-Dame-des-Victoires, que viveu durante os próximos cinquenta anos, morrendo lá em 17 de janeiro de 1694.
Guibours dedicou sua vida inteira aos estudos genealógicos. Em 1663, publicou Le Palais de l'honneur (O Palácio de Honra), que, além de dar a genealogia das casas de Lorena e Savoia, é um tratado completo sobre heráldica. No ano seguinte publicou Le Palais de la gloire (O Palácio da Glória), ocupando-se da genealogia de vários ilustres famílias francesas e europeias.
Estes livros trouxeram-lhe popularidade e muitos amigos, o mais íntimo entre eles foi Honoré Caille du Fourny (1630-1713), que o convenceu a publicar a sua Histoire généalogique et chronologique de la maison royale de France, et des grands officiers de la couronne (1674, 2 vols. 4). Depois da morte de Padre Anselmo, Fourny recolheu os papéis do frade e publicou uma nova edição desta obra muito importante em 1712.
Após a morte de Fourny em 1713, a tarefa foi assumida e continuada por dois outros frades do mosteiro onde o padre Anselmo tinha passado a sua vida: Padre Anjo de Santa Rosália (1655-1726), juntamente com o Padre Simpliciano (1683-1759), que publicaram o primeiro e o segundo volumes da terceira edição em 1726. Esta edição é composta por nove volumes. É uma história genealógica e cronológica da Real Casa de França, dos Pares de França, dos grandes oficiais do Reino da França, da família do rei e dos antigos barões do reino.
As notas foram geralmente compiladas de documentos originais, as referências que normalmente são fornecidas, permaneçam úteis até os dias atuais. A obra do Padre Anselmo, de seus colaboradores e sucessores, é ainda mais importante para a história da França do que a obra de William Dugdale, "Baronato da Inglaterra", é para a história da Inglaterra.